# Brug 102
Brug 102 is een vaste brug in Amsterdam-Centrum.
Ze ligt daar al eeuwenlang in het verlengde van de Eerste Looiersdwarsstraat over de Looiersgracht. Joan Blaeu tekende de brug al in bij zijn plattegrond van Amsterdam uit 1649. Ze ligt tussen brug 103 en brug 100 in. De moderne geschiedenis van de brug begint in 1885 toen hier de vaste houten brug  uit circa 1795 vernieuwd moest worden. Het werk liep vertraging op omdat de Hollandsche Gasfabriek geen zin had haar gasbuizen op te ruimen. Na aanschrijving ruimde de gemeente de buizen dan maar op. Eind 1886, begin 1887 was de brug dan toch klaar. In 1934 werd de brug in brand gestoken tijdens het Jordaanoproer. In 1960 is de brug gerenoveerd maar hield haar oorspronkelijke uiterlijk. De nog steeds houten brug (gegevens 2017) werd in 1995 uitgeroepen tot gemeentelijk monument, mede door haar houten brugpijlers en beplanking, een zeldzaamheid binnen de stad. Ook de oude balustrades uit de 18e eeuw (vermoedelijk van de brug uit 1795) zouden daaraan hebben bijgedragen.
De brug is in wezen een voetbrug (trappetjes voor de brug), maar voor fietsers zijn aparte op- en afritten gemaakt. 

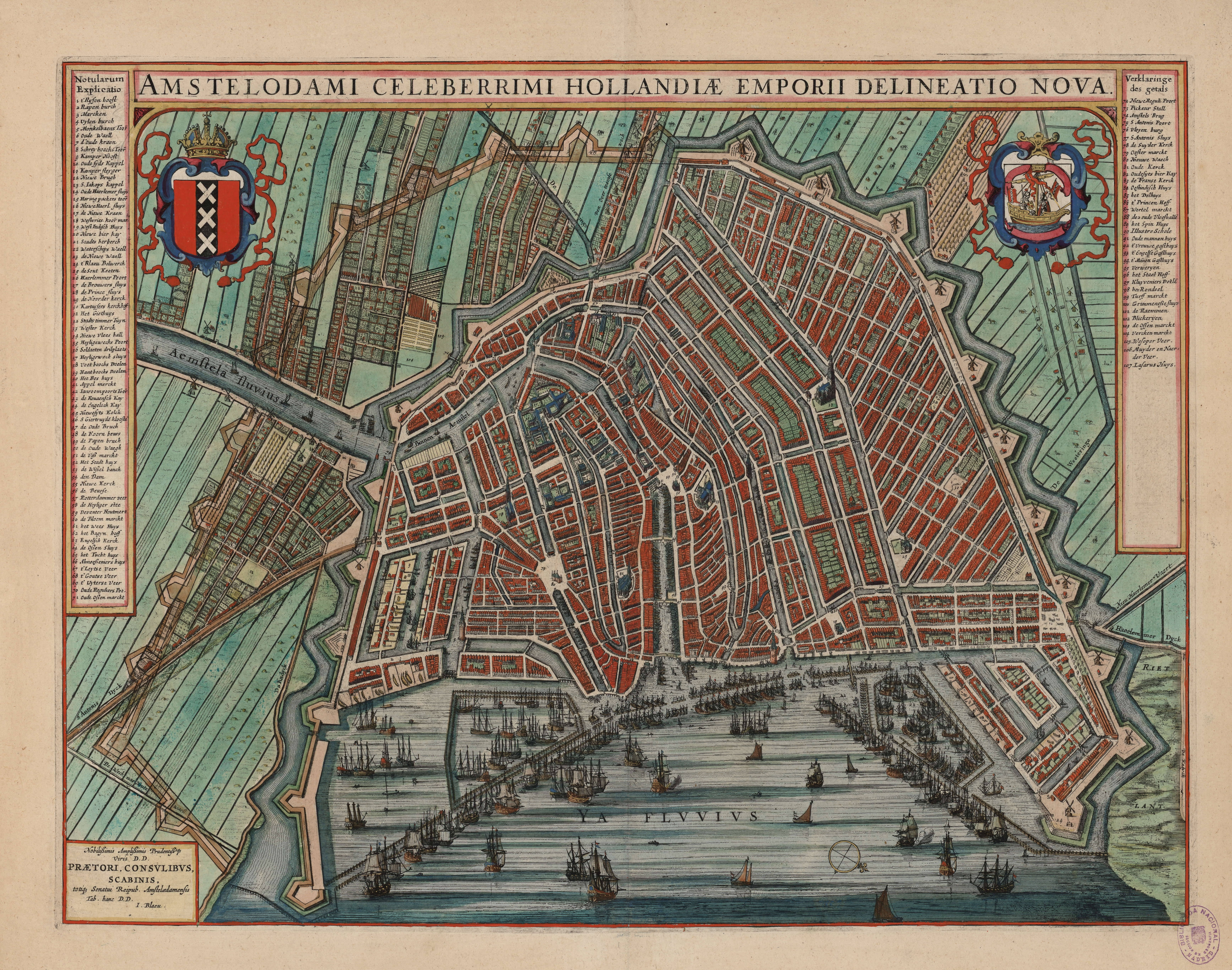
De brug is op de kaart van Joan Blaeu uit 1649 al aangegeven

<<< · 100 · 101 · 102 · 103 ·  105 · 106 · 107 · 108 · 109 ·  110 · 111 · 112 · 113 · 114 · 115 · 116 · 117 · 118 · 119 · 120 · 121 · 122 · 123 · 124 · 125 · 126 · 127 · 128 · 129 · 130 · 131 · 132 · 135 · 136 · 137 · 138 · 139 · 140 · 141 · 142 · 143 · 144 · 145 · 146 · 147 · 148 · 149 ·  150 · 151 · 152 · 155 · 156 · 159 · 160 · 161 · 162 · 163 · 164 · 165 · 166 · 167 · 168 · 169 ·  170 · 171 · 172 · 173 · 174 · 175 · 176 · 177 · 178 · 179 · 180 · 181 · 182 · 183 · 184 · 185 · 186 · 187 · 189 · 190 · 191 · 192 · 193 · 194 · 195 · 196 · 198 · 199 · >>>
Brugnummers 104, 133, 134, 153, 154, 157, 158, 188 en 197 zijn niet (meer) in gebruik.